# مفصل زلالي
المفاصل الزلالية أو المفاصل المصلية أو المفاصل حرة الحركة (بالإنجليزية: Synovial joint)‏ أكثر أنوع المفاصل شيوعاً وأكثرها انتشار وحركة في الجسم البشري، وتختلف عن المفاصل الليفية بوجود أجواف زلالية فيها سائل زلالي مزلق، مثالها: مفصل الورك، الكتف، المرفق، الركبة. وتتوقف حركتها على شكل واتساع السطوح المفصلية الداخلية و تركيب الأربع المتعلقة بالمفصل أو المفاصل نفسها.